# دومینیک سسا
دومینیک سسا (انگلیسی: Dominic Sessa؛ زادهٔ ۲۵ اکتبر ۲۰۰۲) بازیگر آمریکایی است. او بازیگری را با فیلم کمدی-درام جاماندگان (۲۰۲۳) ساختهٔ الکساندر پین آغاز کرد و در آن نقش نوجوانی مشکل‌دار را به تصویر کشید. او برای این نقش نامزد جایزه بفتای بهترین بازیگر نقش مکمل مرد شد.

## زندگی
سسا که در چری هیل، نیوجرسی به دنیا آمد، در جوامع جنوب جرسی اگ هاربور و اوشن سیتی بزرگ شد، و در آکادمی دیرفیلد (دبیرستان مقدماتی در دیرفیلد، ماساچوست) شرکت کرد. او در برنامه تئاتر مدرسه با بازی در نمایشنامه‌های آنتیگونه و شایعه‌ها فعالیت داشت و گزیده‌ای از نمایش خروج ممنوع را کارگردانی کرد.
سسا تا سپتامبر ۲۰۲۳ دانشجوی مدرسهٔ درام کارنگی ملون بود.